# Уједињени региони Србије
Уједињени региони Србије је бивша политичка странка у Републици Србији која је основана 16. маја 2010. године као коалиција. Председник УРС-а био је Млађан Динкић, лидер бивше странке Г17 плус. 2013. године коалиција се трансформисала уједињењем странака и покрета и постали су политичка странка.
Након дебакла на парламентарним изборима 2014. године, лидер Млађан Динкић је поднео оставку, а странка је потом распуштена.

## Чланови раније коалиције
Странке које су формирале УРС су биле:
- Г17 плус
- Заједно за Шумадију
- Покрет Живим за Крајину
- Коалиција за Пирот
- Буњевачка партија

Истакнути појединци:
- Драгана Живановић
- Горан Паскаљевић
- Предраг Марковић
- Вујица Зарић

До 26. јуна 2012. године члан коалиције била је и Народна партија Маје Гојковић, која је искључена из ње.

## Галерија
- Избори 2014.